# Georgskirche (Sontheim an der Brenz)

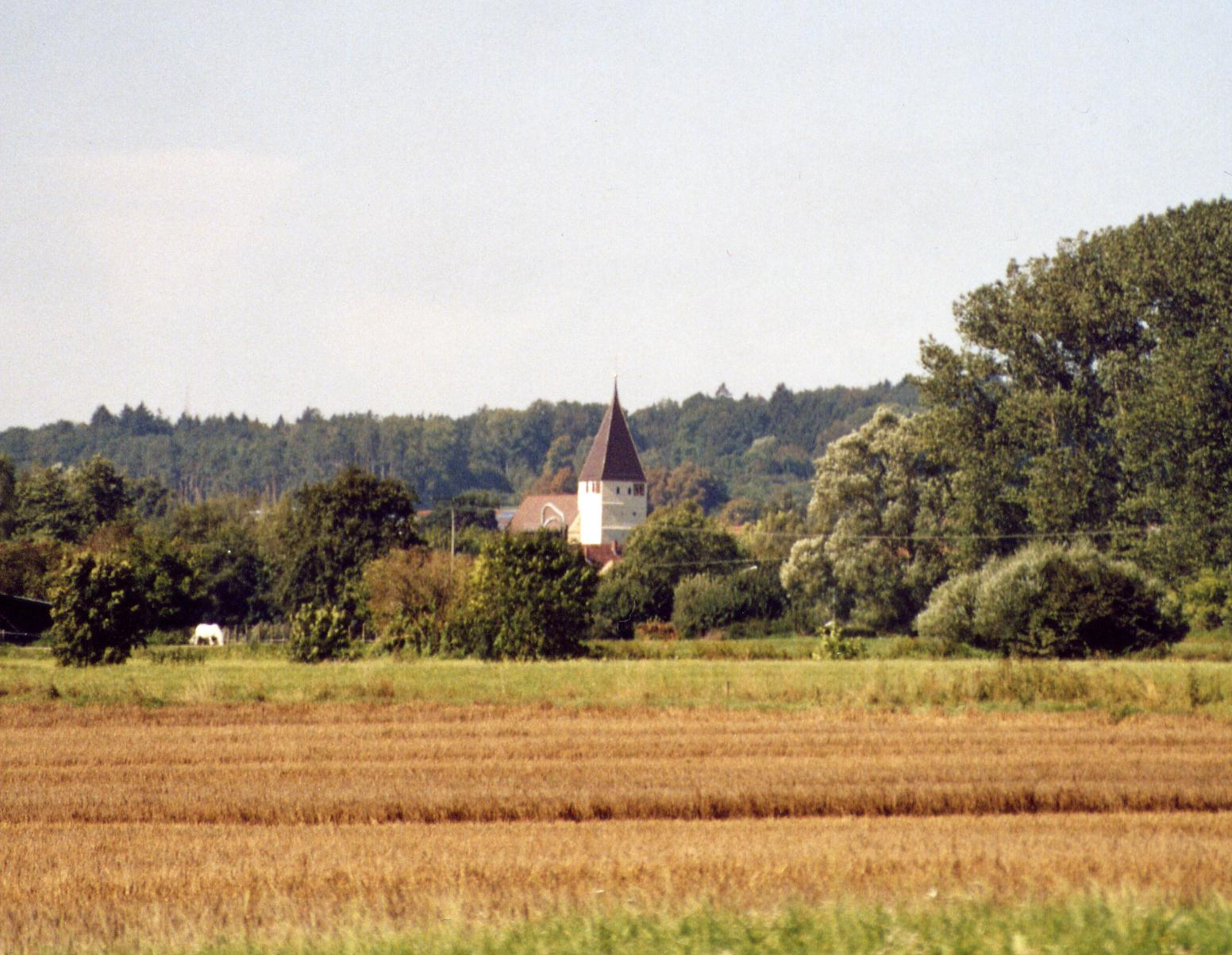
Georgskirche in Sontheim

Die Georgskirche ist die Pfarrkirche von Sontheim an der Brenz, einer Gemeinde im Landkreis Heidenheim in Baden-Württemberg. Das Bauwerk ist beim Landesamt für Denkmalpflege Baden-Württemberg als Baudenkmal eingetragen. Die Kirchengemeinde gehört zum Kirchenbezirk Heidenheim der Evangelischen Landeskirche in Württemberg.

## Beschreibung

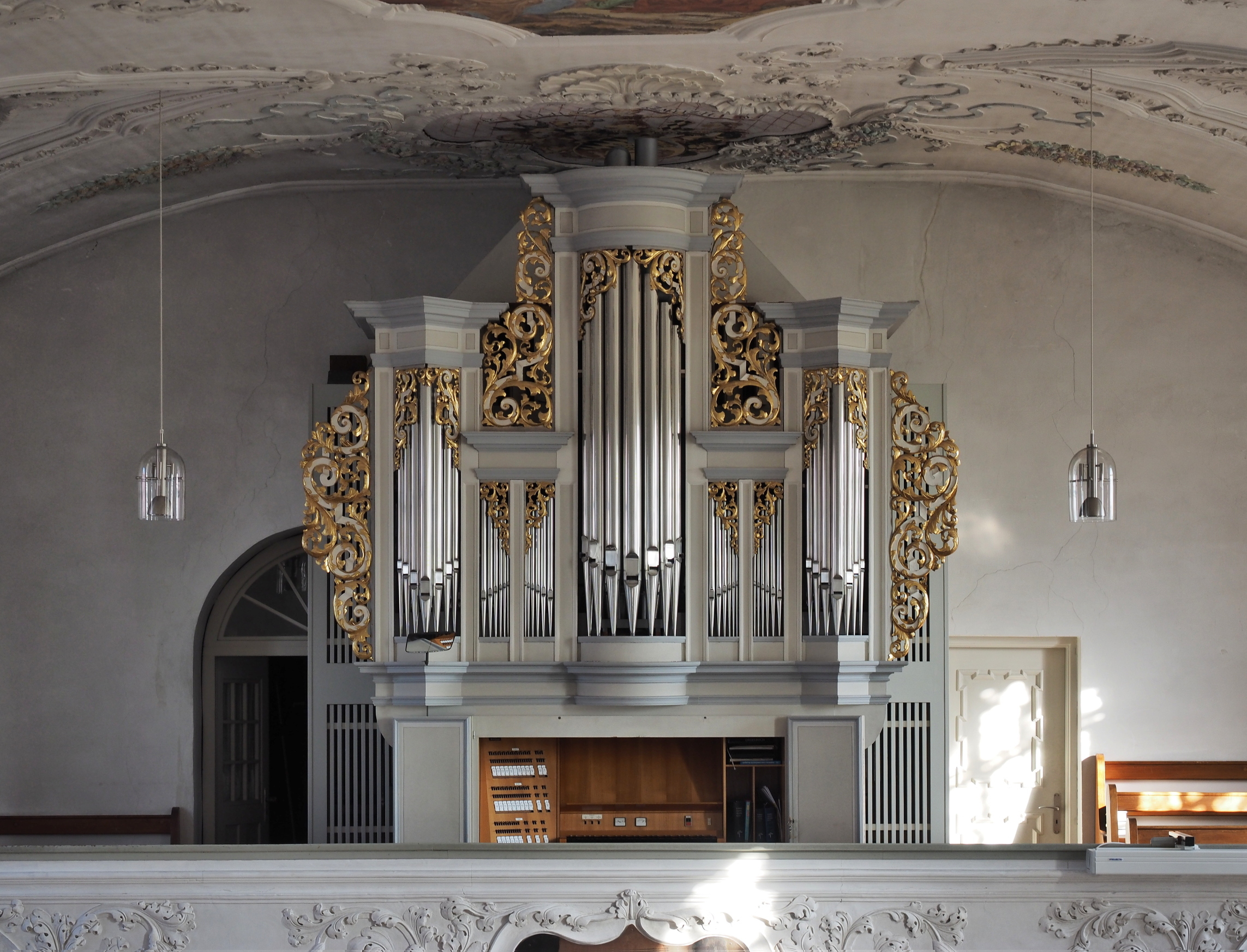
Orgel

Die barocke Saalkirche wurde 1716–22 erbaut. Ihr Langhaus wurde nach Westen an den Chorturm des Vorgängerbaus von 1536 angefügt. Der Chorturm erhielt eine Aufstockung um ein mit einem Pyramidendach bedecktes Geschoss für die Turmuhr und den Glockenstuhl mit fünf Kirchenglocken.
In dem mit einem Stichkappengewölbe überspannten Innenraum des Langhauses sind im Westen und im Osten Emporen eingebaut, deren Zugang von außen über eine Treppe erfolgt. Auf den Fresken an der Decke sind unter anderem die Auferstehung Jesu Christi, die Christi Himmelfahrt und die Trinität dargestellt.